# Nicolae L. Lupu

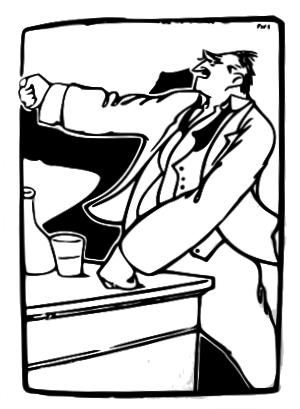
Nicolae Lupu

Nicolae L. Lupu (4 de noviembre de 1876-1947) fue un político rumano de ideología agraria.

## Orígenes y periodo en el Partido Campesino
Nicolae Lupu provenía de Transilvania, región que hasta finales de 1918 formó parte del reino de Hungría, englobado en el Imperio austrohúngaro. Estudió medicina y se unió al Partido Nacional Rumano de Transilvania y el Banato (PNR) y se declaró partidario de la unión de la región con Rumanía. Esto último sucedió al disgregarse el imperio en noviembre de 1918 tras su derrota en la Primera Guerra Mundial.
Del 9 de diciembre de 1919 al 19 de marzo de 1920 fue ministro de interior del gabinete de su compañero de partido Alexandru Vaida-Voevod. Poco después abandonó el PNR y se afilió al Partido Campesino (PŢ). De 1924 a 1926 fue presidente del mismo.
Tras la unión del PŢ y del PNR para formar el nuevo Partido Nacional Campesino (PNŢ) abandonó la nueva formación a comienzos de 1927, creando su propio Partido Campesino (PŢ). Esta nuevo PŢ mantuvo la ideología de centroizquierda con la que había comenzado el antiguo. Regresó más tarde al PNŢ. A partir del 24 de noviembre de 1927 hasta el 11 de noviembre de 1928, Lupu desempeñó el cargo de ministro de trabajo del gabinete liberal de Vintilă Brătianu.

## Posguerra
Tras la Segunda Guerra Mundial abandonó de nuevo el PNŢ. En 1946 se separó de la formación para crear el Partido Campesino Democrático (PŢD) rechazando la postura anticomunista del PNŢ. El PŢD, en contraste con la formación de Maniu, defendía la cooperación estrecha con el Partido Comunista Rumano. Lupu falleció poco después de la creación del partido, en 1947.
La nueva formación, aunque colaboró con el partido comunista, no ingresó en la coalición controlada por este. En las elecciones de noviembre de 1946, ganadas por el bloque procomunista tras grandes irregularidades, logró un 2,3% de los votos y dos escaños. En las elecciones parlamentarias de 1948 solo alcanzó un 0,7% de los sufragios, aunque mantuvo sus dos diputados en la asamblea. Poco después el partido fue prohibido por las autoridades procomunistas.